# Artrodes

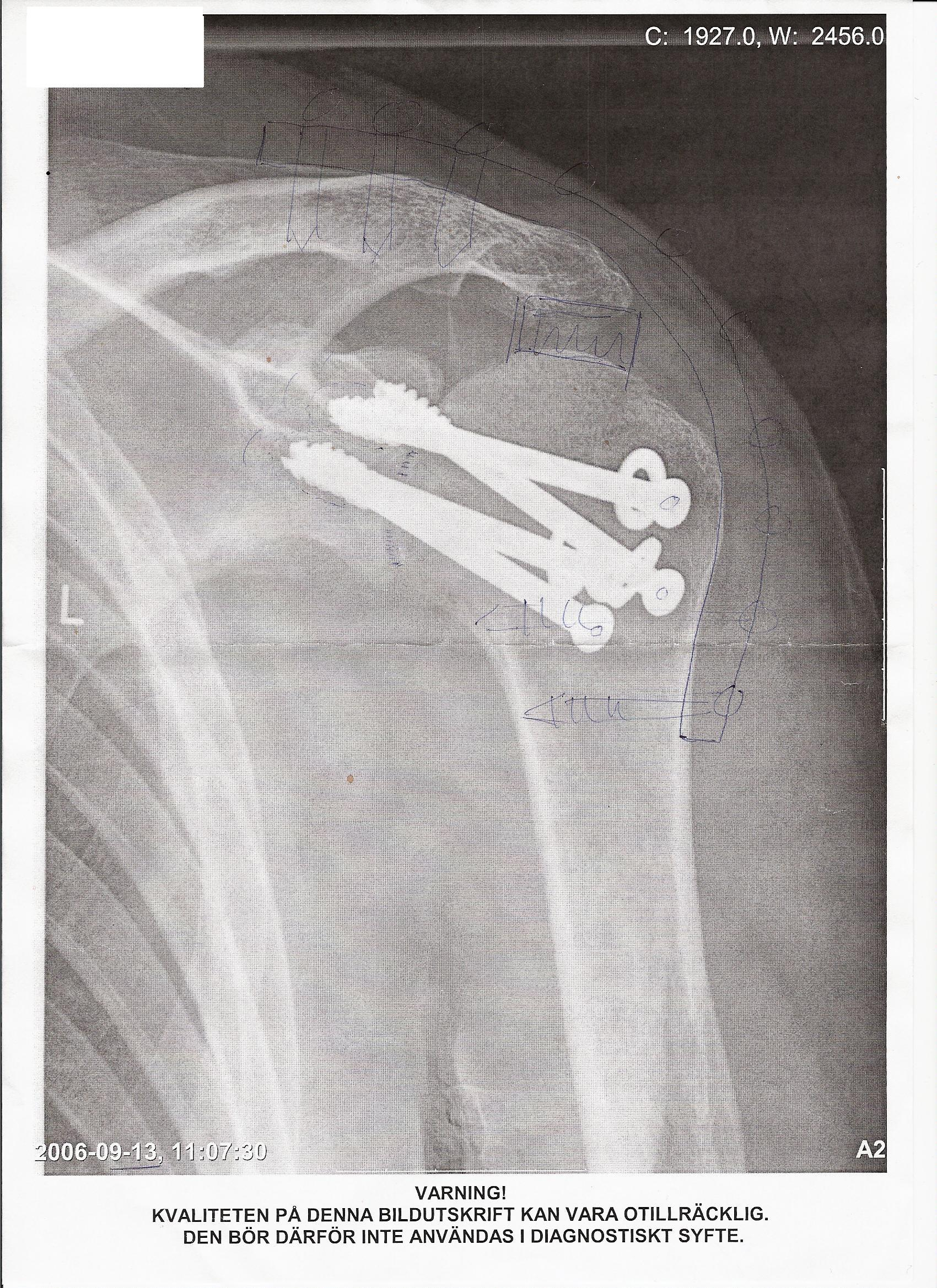
Exempel 1 på artrodes utförd på vänster axel

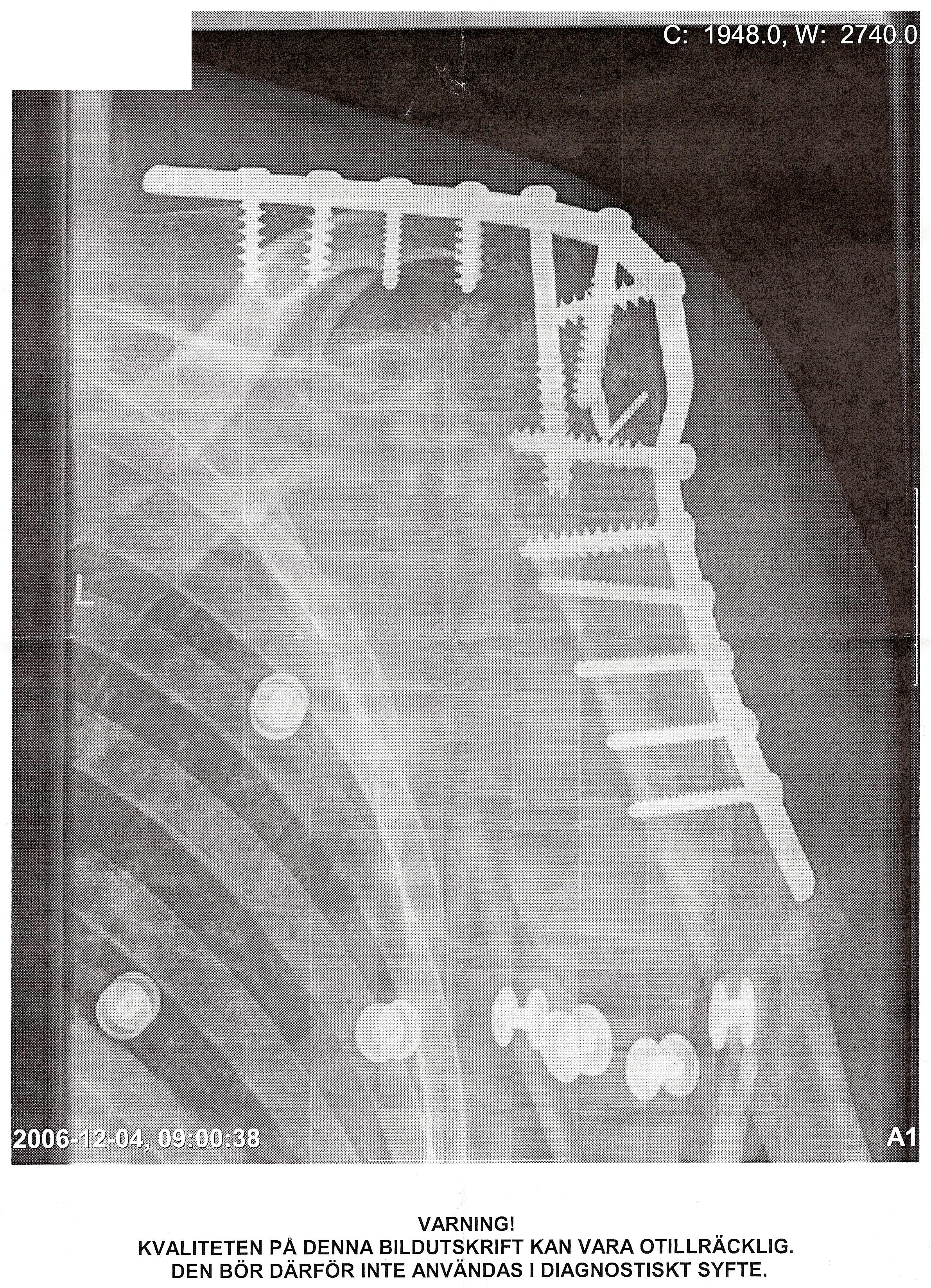
Exempel 2 på artrodes utförd på vänster axel

Artrodes innebär steloperation av en rörlig led. Syftet är att åstadkomma en ihopläkning av benen i leden. T.ex. artrodes i axeln: Ledpanna samt ledkula fräses ned till rent benmaterial (ledytan tas bort) och med hjälp av kirurgisk metall dras de ihop. Vanligtvis går man sedan i en ortos 6 veckor eller mera tills det läkt. Ibland är det nödvändigt med transplantation av annat ben för att fylla ut, exempelvis ben från bäckenet.